# Weruweru (Fluss)
Der Weruweru (auch Weru Weru) ist ein Fluss im Norden Tansanias in der Region  Kilimandscharo. Er ist ein Nebenfluss des Kikuletwa. Sein Quellgebiet liegt am Südhang des Kilimandscharo.
Im Einzugsgebiet des Weruweru leben etwa 50.000 Menschen. Wegen des raschen Bevölkerungswachstum und der Intensivierung der Landnutzung ist es eines der am stärksten bedrohten Einzugsgebiete im Pangani-Becken.